# Jens Otto Krag

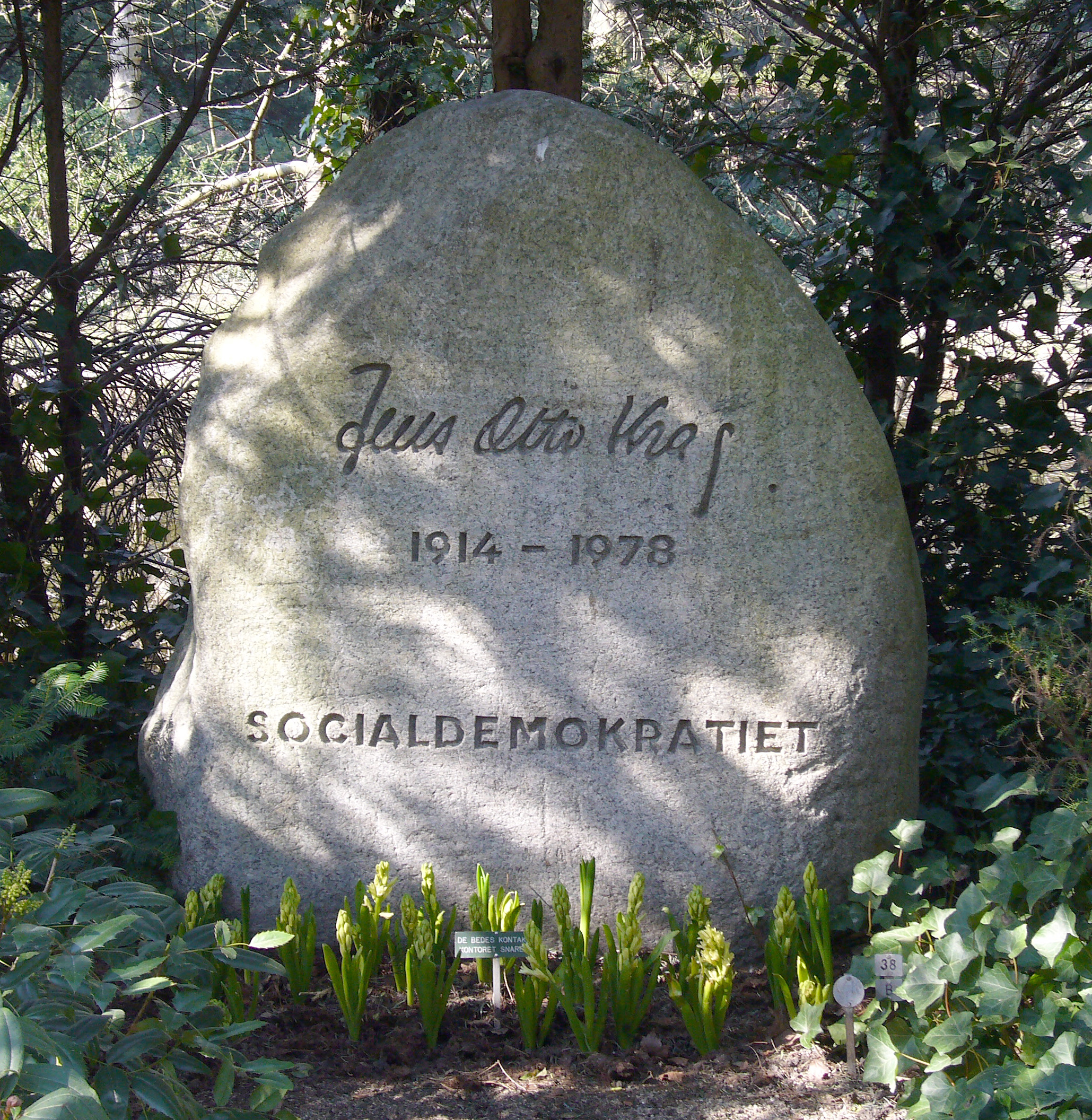
Grób Jensa Otto Kraga w Kopenhadze

Jens Otto Krag (ur. 15 września 1914 w Randers, zm. 22 czerwca 1978 w Skiveren) – duński polityk, działacz Socialdemokraterne i jej lider w latach 1962–1972, poseł do Folketingetu, minister, od 1962 do 1968 oraz od 1971 do 1972 premier Danii.

## Życiorys

### Młodość i wykształcenie
Jens Otto Krag urodził się 15 września 1914. Był synem sprzedawcy tytoniu Andersa Madsena Kraga (1872–1934) i Astrid Birgitte Markussen (1885–1954). W 1933 rozpoczął studia ekonomiczne na Uniwersytecie Kopenhaskim, które skończył w 1940 (z dyplomem candidatus rerum politicarum). Pracował w Vareforsyningsdirektoratet, państwowej dyrekcji do spraw zaopatrzenia.

### Kariera polityczna
Już od czasów nastoletnich angażował się w politykę. Na początku lat 30. wstąpił do Danmarks Socialdemokratiske Ungdom, młodzieżowej organizacji Socialdemokraterne. Jego kariera polityczna rozpoczęła się w 1944, kiedy mianowano go sekretarzem komitetu partyjnego ds. programu partii. Brał aktywny udział w opracowaniu przyjętego w następnym roku dokumentu programowego Fremtidens Danmark. W 1947 został po raz pierwszy członkiem parlamentu, w którym zasiadał do 1973.
Od 13 listopada 1947 do 16 września 1950 pełnił funkcję ministra handlu, a następnie był doradcą gospodarczym w ambasadzie Danii w Stanach Zjednoczonych. Od 30 września do 1 listopada 1953 był ministrem bez teki, a od 1 listopada 1953 zajmował stanowisko ministra pracy, kończąc urzędowanie 28 maja 1957. Następnie do 8 października 1958 był ministrem do spraw współpracy gospodarczej z zagranicą, po czym objął stanowisko ministra spraw zagranicznych. Funkcję tę pełnił także w pierwszym i drugim rządzie Vigga Kampmanna (do 3 września 1962).
W 1962 został nowym przewodniczącym Socialdemokraterne, partią tą kierował do 1972. 3 września 1962 objął urząd premiera Danii. Jego pierwsza kadencja zakończyła się 26 września 1964, a druga 2 lutego 1968 w wyniku rezygnacji złożonej 24 stycznia tegoż roku. Podczas drugiej kadencji (od 28 listopada 1966 do 1 października 1967) pełnił jednocześnie funkcję ministra spraw zagranicznych.
W latach 1968–1971 jego ugrupowanie pozostawało w opozycji, Jens Otto Krag działał na rzecz przystąpienia Danii do Europejskiej Wspólnoty Gospodarczej. W 1971 pełnił funkcję przewodniczącego Rady Nordyckiej. 11 października 1971 ponownie został premierem Danii, którym był do 5 października 1972. Podał się dość niespodziewanie do dymisji wkrótce po udanym referendum akcesyjnym, w którym Duńczycy opowiedzieli się za przystąpieniem do EWG. Na swojego następcę wskazał Ankera Jørgensena.

### Dalsza działalność
Po zakończeniu kadencji premiera odszedł z polityki, po czym był wykładowcą Uniwersytetu w Aarhus. W latach 1974–1975 kierował przedstawicielstwem Komisji Europejskiej w USA, a następnie wrócił do Danii, gdzie redagował gazetę.
Zmarł 22 czerwca 1978 na zawał serca, którego doznał w swoim domu letniskowym niedługo po przybyciu na osiemnaste urodziny syna. Został pochowany na Vestre Kirkegård w Kopenhadze.

## Życie prywatne
Był dwukrotnie żonaty. Pierwszy związek małżeński zawarł 26 maja 1950 we Frederiksbergu ze szwedzką aktorką Birgit Tengroth (1915–1983), z którą rozwiódł się w 1952. 31 lipca 1959 we francuskim Roquebrune-Cap-Martin poślubił duńską aktorkę Helle Virkner (1925–2009), z którą rozwiódł się w 1973. Z drugą żoną miał dwoje dzieci: syna Jensa Christiana (ur. 1960) i córkę Astrid Helene (ur. 1962). Był ateistą.

## Wyróżnienia i upamiętnienie
W 1966 otrzymał Nagrodę Karola Wielkiego, a w 1973 otrzymał Robert-Schuman-Preis.
W serialu Lepsze czasy w rolę Jensa Otto Kraga wcielił się Lars Mikkelsen.